# Phragmatobia posthyalina
Phragmatobia posthyalina là một loài bướm đêm thuộc phân họ Arctiinae, họ Erebidae.